# Bonjār
Bonjār (persiska: بنجار) är en ort i Iran.   Den ligger i provinsen Sistan och Baluchistan, i den östra delen av landet, 1 100 km sydost om huvudstaden Teheran. Bonjār ligger 486 meter över havet och antalet invånare är 3 619.
Terrängen runt Bonjār är mycket platt.Runt Bonjār är det ganska tätbefolkat, med 67 invånare per kvadratkilometer. Närmaste större samhälle är Zābol, 7,1 km väster om Bonjār. Trakten runt Bonjār är ofruktbar med lite eller ingen växtlighet.